# Procompsognathus
Procompsognathus war ein kleiner, in Nordeuropa beheimateter fleischfressender Dinosaurier. Die bisher einzige beschriebene Art P. triassicus lässt sich auf die späte Trias (mittleres Norium) datieren. Der fünffingrige Saurier dürfte sich vorwiegend von kleineren Echsen und Insekten ernährt haben.

## Merkmale
Procompsognathus war etwa 1,20 Meter lang und lief auf seinen Hinterbeinen (Bipedie). Entsprechend dieser Gangart waren seine Hinterbeine lang, die Vorderbeine dagegen kurz und mit langen Händen und Krallen ausgestattet, die ein Ergreifen von Beutetieren ermöglichten. Der Kopf hatte eine lange und schmale Schnauze, die mit vielen kleinen Zähnen bestückt war. Der Schwanz war lang und steif. Procompsognathus lebte in trockenen Gebieten und jagte wahrscheinlich vor allem Insekten, Eidechsen und andere Beutetiere.

## Systematik
Das einzige überlieferte Fossil des Procompsognathus triassicus ist in einem sehr schlechten Erhaltungszustand, dadurch ist es schwierig, genauere Merkmale und somit eine taxonomische Einordnung vorzunehmen. Im Regelfall wird Procompsognathus als Theropode eingeordnet, allerdings gibt es auch Wissenschaftler, die ihn außerhalb der Dinosaurier in die Ornithodira stellen.
John Ostrom untersuchte den Fund 1981 neu, ordnete ihn als Dinosaurier ein, widersprach aber einer Verwandtschaft mit Compsognathus, wie sie noch Fraas annahm. Rupert Wild und Paul Sereno hielten den Fund des Holotyps für eine Chimäre, wobei sie den Schädel dem mit den Krokodilen verwandten Saltoposuchus zuordneten und nur das Hinterteil einem Coelophysidae. Der Einordnung des Schädels widersprach 1993 Sankar Chatterjee.
Nach Rauhut and Hungerbuhler (2000) besitzen die Wirbel diverse Merkmale, die für eine Einordnung in die Coelophysidae oder Ceratosauridae sprechen, und Carrano et al. (2005) kommen bei ihrer Untersuchung des nahe verwandten Segisaurus zu dem Schluss, dass beide Arten zu den Coelophysidae gehören.

## Fundgeschichte

### Weitere Funde
Umstritten ist auch die Einordnung zweier weiterer Funde aus demselben Steinbruch, ein Schädel (doppelt so groß wie beim Holotyp) von 1908 und eine linke Hand von 1909. Sie wurden früher (Friedrich von Huene 1921) ebenfalls Procompsognathus zugeschrieben wurden. Nach John Ostrom (1982) gehören sie jedoch nicht zum selben Taxon wie der Holotyp.

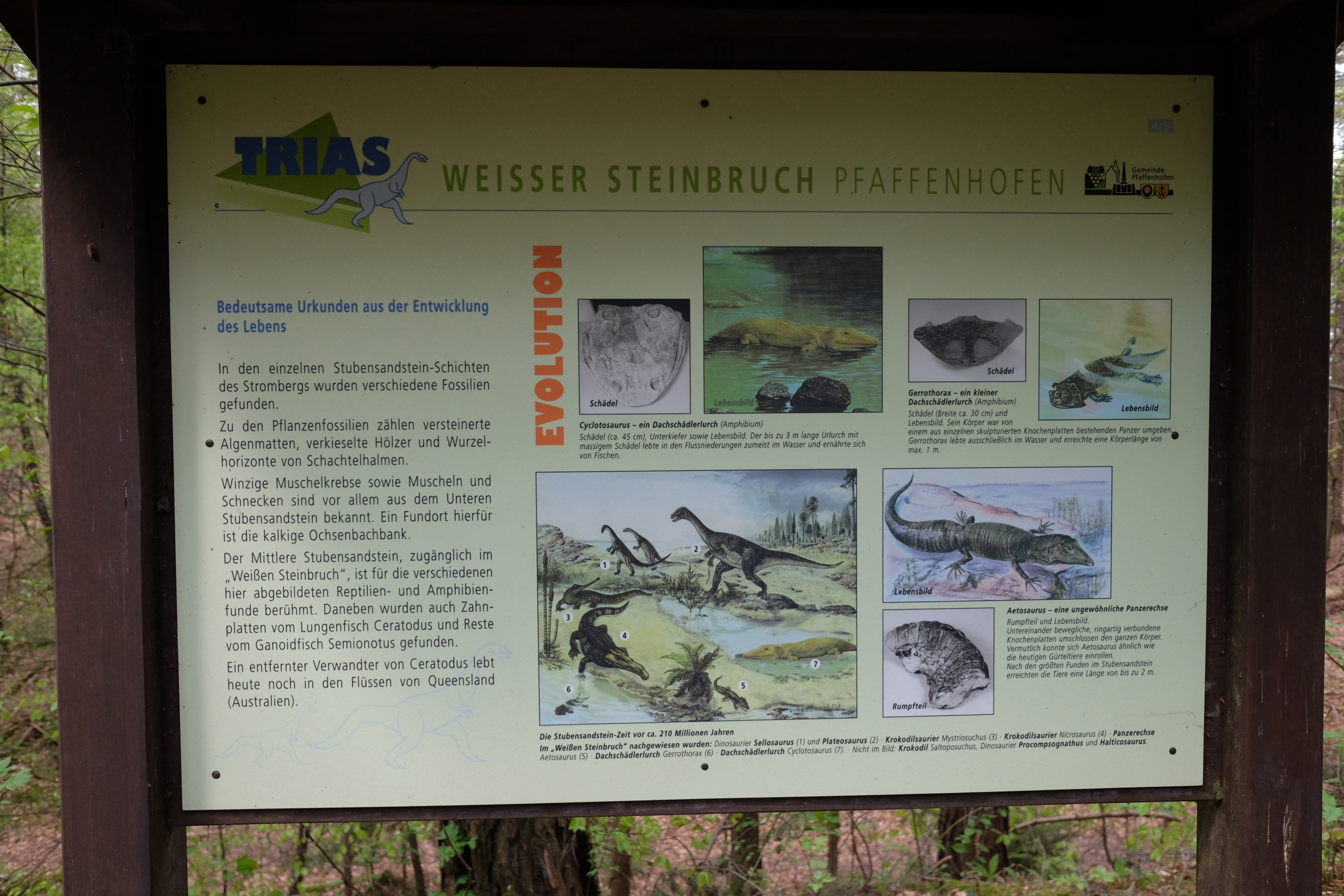
Hinweistafel Weisser Steinbruch

## Benennung und Fundort
Seinen Namen erhielt der Procompsognathus von Eberhard Fraas im Jahr 1913, der davon ausging, dass es sich bei diesem Saurier um einen Vorfahren des Compsognathus handelt. Das Holotyp-Exemplar wurde 1909 im Steinbruch Burrer (Weißer Steinbruch) am Stromberg bei Pfaffenhofen gefunden. Es ist auf drei Gesteinsblöcke verteilt, der Schädel von 6–7 cm Länge ist stark deformiert.